# リナマリン
リナマリン（linamarin）は、キャッサバ、ライマメ、アマといった植物の葉および根に含まれている青酸配糖体（ニトリルの配糖体）の一つである。アセトンシアノヒドリンのグルコシド（グルコース配糖体）である。ヒトの腸において酵素および腸内細菌にさらされると、リナマリンおよびメチル化類縁体のロタウストラリンは有毒なシアン化水素に分解される。ゆえに、リナマリンを多量に含む植物の食品としての利用には、しっかりとした下ごしらえと無毒化処理が必要である。摂取・吸収されたリナマリンは速やかに尿として排出され、配糖体それ自身は急性毒性を示さない。リナマリン低含有のキャッサバの消費は低地熱帯地方で幅広く見られる。多量のリナマリンを含む十分に処理されていないキャッサバから作られた食品の摂取は、食毒性、特にアフリカ人にコンゾとして知られている上位運動ニューロンの病気と関連している。コンゾは初めにジョヴァンニ・トローリ（Giovanni Trolli）によって、後にハンス・ロスリングによって主導された研究ネットワークを通じて詳述された。しかしながら、毒性はリナマリンの分解産物であるアセトンシアノヒドリンの摂取によって引き起こされると信じられている。リナマリンの食事からの摂取は耐糖能異常および糖尿病発生のリスクファクターであるとも報告されているが、実験動物を用いた研究ではこの効果を再現できておらず、主な効果は糖尿病それ自身の誘導よりも現状の悪化であることが指摘されている。
リナマリンからのシアン化物の発生は大抵酵素的であり、リナマリンがキャッサバ植物体の細胞壁に通常蓄積されている酵素であるリナマラーゼにさらされた時に起こる。酵素によって生成されたシアン化物は揮発性であるため、除去される。このような酵素反応を引き起こす調製法は、キャッサバの無毒化処理の伝統的な手法である。食材は長時間のブランチング、茹でる、あるいは発酵によってキャッサバから作られる。キャッサバ植物から作られる食品としては、ガリ（あぶったキャッサバ塊茎）、かゆに似たフフ、キャッサバ生地アグベリマ（発酵食品）、キャッサバ粉がある。
最近の研究によって、RNA干渉（RNAi）によってリナマリン産生を安定的に抑制された遺伝子組み換えキャッサバ植物が開発されている。